# تاكاماسا سوغا
تاكاماسا سوغا (باليابانية: 須賀 貴匡
) هو ممثل ياباني، ولد يوم 19 أكتوبر 1977 في إيدوغاوا في اليابان.

## روابط خارجية
- Takamasa Suga على موقع IMDb (الإنجليزية)
- Takamasa Suga على موقع ألو سيني (الفرنسية)
- Takamasa Suga على موقع ميوزك برينز (الإنجليزية)
- Takamasa Suga على موقع أول موفي (الإنجليزية)
- Takamasa Suga على موقع قاعدة بيانات الفيلم (الإنجليزية)
- Takamasa Suga على موقع كينوبويسك (الروسية)